# Adunator
Adunator (лат.) — вымерший род прыгунчиков, обитавших в Северной Америке во времена палеоцена (63,8—56,0 млн лет назад). Ископаемые остатки представителей рода известны из отложений США (Вайоминг, Нью-Мексико, Северная Дакота) и Канады (Саскачеван, Альберта). Семейство, к которому он относится, пока не установлено. Наземные насекомоядные животные.

## Виды
По данным сайта Paleobiology Database, на май 2025 года в род включают 8 вымерших видов:
- Adunator abditus Secord, 2008
- Adunator amplus Secord, 2008
- Adunator fredericki Rigby, Jr., 1980
- Adunator ladae Simpson, 1935
- Adunator lehmani Russell, 1964
- Adunator martinezi Rigby, Jr., 1980
- Adunator meizon Gingerich, 1983
- Adunator minutus Jepsen, 1930